# Draft de l'NBA del 1994
El Draft de l'NBA de 1994 es va celebrar a Indianapolis, Indiana, el dia 29 de juny. Com a fet curiós cal destacar que aquella temporada el premi al millor rookie de l'any el van compartir dos jugadors escollits en primera ronda, Jason Kidd i Grant Hill.

## 1a Ronda
|  | = All-Star |

| Posició | Jugador               | Nacionalitat | Equip de l'NBA         | Origen (Universitat/club) |
| ------- | --------------------- | ------------ | ---------------------- | ------------------------- |
| 1       | Glenn Robinson (SF)   | Estats Units | Milwaukee Bucks        | Purdue                    |
| 2       | Jason Kidd (PG)       | Estats Units | Dallas Mavericks       | California                |
| 3       | Grant Hill (SF)       | Estats Units | Detroit Pistons        | Duke                      |
| 4       | Donyell Marshall (SF) | Estats Units | Minnesota Timberwolves | UConn                     |
| 5       | Juwan Howard (PF)     | Estats Units | Washington Bullets     | Michigan                  |
| 6       | Sharone Wright (PF/C) | Estats Units | Philadelphia 76ers     | Clemson                   |
| 7       | Lamond Murray (SF)    | Estats Units | Los Angeles Clippers   | California                |
| 8       | Brian Grant (PF)      | Estats Units | Sacramento Kings       | Xavier                    |
| 9       | Eric Montross (C)     | Estats Units | Boston Celtics         | North Carolina            |
| 10      | Eddie Jones (SG)      | Estats Units | Los Angeles Lakers     | Temple                    |
| 11      | Carlos Rogers (SF)    | Estats Units | Seattle SuperSonics    | Tennessee State           |
| 12      | Khalid Reeves (PG)    | Estats Units | Miami Heat             | Arizona                   |
| 13      | Jalen Rose (G/F)      | Estats Units | Denver Nuggets         | Michigan                  |
| 14      | Yinka Dare (C)        | Nigèria      | New Jersey Nets        | George Washington         |
| 15      | Eric Piatkowski (SG)  | Estats Units | Indiana Pacers         | Nebraska                  |
| 16      | Clifford Rozier (PF)  | Estats Units | Golden State Warriors  | Louisville                |
| 17      | Aaron McKie (SG)      | Estats Units | Portland Trail Blazers | Temple                    |
| 18      | Eric Mobley (PF)      | Estats Units | Milwaukee Bucks        | Pittsburgh                |
| 19      | Tony Dumas (SG)       | Estats Units | Dallas Mavericks       | Missouri-Kansas City      |
| 20      | B.J. Tyler (PG)       | Estats Units | Philadelphia 76ers     | Texas                     |
| 21      | Dickey Simpkins (PF)  | Estats Units | Chicago Bulls          | Providence                |
| 22      | Bill Curley (PF)      | Estats Units | San Antonio Spurs      | Boston College            |
| 23      | Wesley Person (SG)    | Estats Units | Phoenix Suns           | Auburn                    |
| 24      | Monty Williams (SF)   | Estats Units | New York Knicks        | Notre Dame                |
| 25      | Greg Minor (SG)       | Estats Units | Los Angeles Clippers   | Louisville                |
| 26      | Charlie Ward (PG)     | Estats Units | New York Knicks        | Florida State             |
| 27      | Brooks Thompson (PG)  | Estats Units | Orlando Magic          | Oklahoma State            |

## 2a Ronda
| Posició | Jugador                   | Nacionalitat            | Equip de l'NBA         | Origen (Universitat/club) |
| ------- | ------------------------- | ----------------------- | ---------------------- | ------------------------- |
| 28      | Deon Thomas (F/C)         | Estats Units            | Dallas Mavericks       | Illinois                  |
| 29      | Antonio Lang (F/G)        | Estats Units            | Phoenix Suns           | Duke                      |
| 30      | Howard Eisley (PG)        | Estats Units            | Minnesota Timberwolves | Boston College            |
| 31      | Rodney Dent (F/C)         | Estats Units            | Orlando Magic          | Kentucky                  |
| 32      | Jim McIlvaine (C)         | Estats Units            | Washington Bullets     | Marquette                 |
| 33      | Derrick Alston (F)        | Estats Units            | Philadelphia 76ers     | Duquesne                  |
| 34      | Gaylon Nickerson (G)      | Estats Units            | Atlanta Hawks          | NW Oklahoma State         |
| 35      | Michael Smith (F)         | Estats Units            | Sacramento Kings       | Providence                |
| 36      | Andrei Fetisov (F)        | Rússia                  | Boston Celtics         | Forum Valladolid (España) |
| 37      | Dontonio Wingfield (F)    | Estats Units            | Seattle SuperSonics    | Cincinnati                |
| 38      | Darrin Hancock (G/F}      | Estats Units            | Charlotte Hornets      | Kansas                    |
| 39      | Anthony Miller (F)        | Estats Units            | Golden State Warriors  | Michigan State            |
| 40      | Jeff Webster (F)          | Estats Units            | Miami Heat             | Oklahoma                  |
| 41      | William Njoku (PF)        | Ghana/ Canadà           | Indiana Pacers         | St. Mary's (Canada)       |
| 42      | Gary Collier (SF)         | Estats Units            | Cleveland Cavaliers    | Tulsa                     |
| 43      | Shawnelle Scott (C)       | Estats Units            | Portland Trail Blazers | St. John's                |
| 44      | Damon Bailey (G)          | Estats Units            | Indiana Pacers         | Indiana                   |
| 45      | Dwayne Morton (F)         | Estats Units            | Golden State Warriors  | Louisville                |
| 46      | Voshon Lenard (SG)        | Estats Units            | Milwaukee Bucks        | Minnesota                 |
| 47      | Jamie Watson (F)          | Estats Units            | Utah Jazz              | South Carolina            |
| 48      | Jevon Crudup (F/C)        | Estats Units            | Detroit Pistons        | Missouri                  |
| 49      | Kris Bruton (SF)          | Estats Units            | Chicago Bulls          | Benedict                  |
| 50      | Charles Claxton (C)       | Illes Verges Americanes | Phoenix Suns           | Georgia                   |
| 51      | Lawrence Funderburke (PF) | Estats Units            | Sacramento Kings       | Ohio State                |
| 52      | Anthony Goldwire (PG)     | Estats Units            | Phoenix Suns           | Houston                   |
| 53      | Albert Burditt (PF)       | Estats Units            | Houston Rockets        | Texas                     |
| 54      | Željko Rebrača (C)        | RF Iugoslàvia           | Seattle SuperSonics    | KK Partizan (Iugoslàvia)  |